# اشگول ایرانی
اشگول ایرانی (نام علمی: Glis persicus)، گونه‌ای از موش‌های زمستان‌خواب بومی غرب آسیا و آسیای مرکزی و یکی از تنها دو گونه در سردهٔ Glis است.

## آرایه‌شناسی
مدتهاست که این گونه با اشگول اروپایی (G. glis) هم‌گونه در نظر گرفته می‌شد تا اینکه یک مطالعه تبارزایی در سال ۲۰۲۱ از بودن آن یک گونه متمایز حمایت کرد. انجمن پستاندارشناسان آمریکا این نتایج را پذیرفته‌است.
تصور می‌شود که در طی گسستگی جمعیت اجدادی Glis (احتمالاً ناشی از بحران شوری مسین) در اواخر میوسن، حدود ۵٫۷۴ میلیون سال پیش، از G. glis جدا شده‌است. برخلاف اینکه به یک پناهگاه نسبتاً کوچک در سواحل جنوبی دریای خزر محدود شده بود، توانست میلیون‌ها سال در این پناهگاه، در سراسر پلیوسن و دینامیک یخبندان-بین‌یخچالی پلیستوسن بر جای بماند.
واگرایی ژنتیکی چشمگیری نیز در این گونه رخ می‌دهد. جمعیت شرق و غرب ایران واگرایی عمیقی در حدود ۱٫۱۹ میلیون سال پیش نشان می‌دهند. این نشان می‌دهد که احتمال شکافتن بیشتر در G. persicus وجود دارد.

## پراکندگی
این منطقه محدود به بوم‌ناحیه جنگل‌های آمیخته هیرکانی خزری است که به عنوان پناهگاه احتمالی برای آن در طول خردشدن دامنه پراکنش اولیه Glis عمل کرده‌است. از جنوب آذربایجان تا بیشتر سواحل دریای خزر ایران و تا ترکمنستان را دربر می‌گیرد.

## توصیف
بیشتر اعضای این گونه دارای دم تا اندازهٔ زیادی سیاه هستند، برخلاف دم‌های خاکستری بیشتر در G. glis (به جز جمعیت‌های ایتالیایی که دارای دم سیاه نیز هستند).